# RAL-RG 678
Die Richtlinie RAL-RG 678, die vom RAL Deutsches Institut für Gütesicherung und Kennzeichnung aufgestellt wurde, definiert Ausstattungsstandards der Elektroinstallation. Die Anforderungen der RAL-RG 678 gelten sowohl für Elektroinstallationen in Wohnungen (in Ein- und Mehrfamilienwohnhäusern) als auch für selbständige Wirtschaftseinheiten in Gebäuden, die nicht nur Wohnzwecken dienen. Sie gelten für elektrische Anlagen für Starkstrom (ab Zählerplatz), Gebäudesystemtechnik, Kommunikation, Information, Rundfunk, Fernsehen (TV) und Gefahrenmeldung. Sie sind sowohl für die Planung von neuen Anlagen als auch für die Modernisierung von bestehenden Elektroinstallationen anwendbar.

## Ausstattungswerte der RAL-RG 678
Während DIN 18015-2 „Elektrische Anlagen in Wohngebäuden – Teil 2: Art und Umfang der Mindestausstattung“ und die Neuausgabe der DIN 18015-4 „Elektrische Anlagen in Wohngebäuden – Teil 4: Gebäudesystemtechnik“ die Mindestausstattung beschreiben, enthält RAL-RG 678 darüber hinausgehende Festlegungen für Standardausstattung und Komfortausstattung. Die drei Ausstattungsstufen werden mit einem, zwei oder drei Sternen gekennzeichnet: von der Mindestausstattung (ein Stern) bis hin zur komfortabelsten Lösung (drei Sterne). 

## Neufassung und Erweiterung der RAL-RG 678
Durch umfangreiche Änderungen der DIN 18015-2:2010-11 sowie der Neuausgabe der DIN 18015-4 war eine Anpassung und Neufassung der RAL-RG 678 notwendig. Als Ergebnis des von der Fachgemeinschaft für effiziente Energieanwendung e.V. (HEA) bei RAL beantragten und durchgeführten Revisionsverfahrens wurde die aktuelle Ausgabe November 2010 der RAL-RG 678 im März 2011 veröffentlicht. 
Schwerpunkte der Neufassung waren die Umsetzung von Energieeffizienzmaßnahmen durch eine geeignete Elektroinstallation sowie die Berücksichtigung der Gebäudesystemtechnik. Dafür wurden die bisherigen Ausstattungswerte um drei zusätzliche, sogenannte „Plus-Ausstattungswerte“ erweitert. Diese ergänzen die drei Basisausstattungsstufen und beschreiben die technischen Voraussetzungen für die Installation von Elementen einer Gebäudesystemtechnik. Den neuen Plus-Ausstattungswerten sind fünf verschiedene Funktionsbereiche zugeordnet: „Schalten und Dimmen“, „Sonnenschutz“, „Sicherheit“, „Heizen, Lüften, Kühlen“ und „Schaltbare Steckdosen/geschaltete Geräte/Energiemanagement“. Diese Funktionsbereiche werden in den drei Plus-Ausstattungsvarianten wahlweise vorbereitet oder umgesetzt. Gleichzeitig orientieren sich die aktualisierten RAL-Ausstattungswerte auch an den gestiegenen Anforderungen, die modernste Kommunikationstechnik mit sich bringt.

## Tabelle: Richtlinie RAL-RG 678 für elektrische Anlagen in Wohngebäuden
| Ausstattungswert | Qualität |
| ---------------- | --- |
| 1                | Mindestausstattung gemäß DIN 18015-2                                                                               |
| 2                | Standardausstattung                                                                                                |
| 3                | Komfortausstattung                                                                                                 |
| 1 plus           | Mindestausstattung gemäß DIN 18015-2 und Vorbereitung für die Anwendung der Gebäudesystemtechnik gemäß DIN 18015-4 |
| 2 plus           | Standardausstattung und mindestens ein Funktionsbereich gemäß DIN 18015-4                                          |
| 3 plus           | Komfortausstattung und mindestens zwei Funktionsbereiche gemäß DIN 18015-4                                         |

## Verbindlichkeit der RAL-Ausstattungswerte
Werden bestimmte Ausstattungsstufen nach RAL-RG 678 in Bau-Leistungsbeschreibungen oder Bau-Werkverträgen vereinbart, so sind diese für die Elektroausstattungsplanung und Elektroinstallationsplanung verbindlich und von beiden Vertragspartnern zu beachten. In Bezug auf die Funktionalität der Elektroinstallation empfiehlt sich die detaillierte Abstimmung der Ausstattungsplanung mit dem späteren Nutzer der elektrischen Anlage, z. B. in Bezug auf Möblierung und Anordnung von Installationselementen oder in Bezug auf die Nutzung von Wohnbereichen.

## Quelle
- Fachinformation. Elektrische Anlagen in Wohngebäuden. Neufassung der RAL-RG 678 HEA – Fachgemeinschaft für effiziente Energieanwendung e.V., März 2011